# Dasygaster epipolia
Dasygaster epipolia is een vlinder uit de familie van de uilen (Noctuidae). De wetenschappelijke naam van de soort is voor het eerst geldig gepubliceerd in 1920 door Alfred Jefferis Turner.
Het eerste specimen van de soort werd verzameld op Mount Kosciusko in New South Wales.